# Periaman acuticornis
Periaman acuticornis är en insektsart som beskrevs av William D. Funkhouser 1936. Periaman acuticornis ingår i släktet Periaman och familjen hornstritar. Inga underarter finns listade i Catalogue of Life.